# Copa Profesional de Microfútbol 2021 (Colombia)
La Superliga Profesional Masculina de Microfútbol fue la décima tercera edición de la Copa Profesional de Microfútbol. No cuenta con el apoyo de Federación Colombiana de Fútbol de Salón debido a que este torneo generó una división del Fútbol de Salón en Colombia donde algunos equipos decidieron crear la Superliga y separarse de la federación. Por su parte, este ente se encargó de hacer un torneo federativo, donde se creó el sistema de ascensos y descensos en dos divisiones. La superliga comenzó a disputarse el 31 de julio con 23 equipos.

## Fase de grupos
|  |                              |
|  | Clasificados a segunda fase. |
|  | Eliminados.                  |

### Grupo A
| Pos. | Equipo                   | Pts. | PJ | G | E | P | GF | GC | Dif. |  |
| ---- | ------------------------ | ---- | -- | - | - | - | -- | -- | ---- |  |
| 1    | Visionarios de Sincelejo | 14   | 10 | 7 | 0 | 3 | 41 | 21 | +20  |  |
| 2    | Piratas F.D.S            | 13   | 10 | 5 | 3 | 2 | 31 | 27 | +4   |  |
| 3    | Barrancabermeja F.S.C    | 12   | 10 | 5 | 2 | 3 | 39 | 31 | +8   |  |
| 4    | Real Pailitas            | 9    | 10 | 4 | 1 | 5 | 29 | 33 | −4   |  |
| 5    | Caporos Sinú             | 6    | 10 | 3 | 0 | 7 | 40 | 44 | −4   |  |
| 6    | Los Zenúes de Córdoba    | 6    | 10 | 2 | 2 | 6 | 26 | 50 | −24  |  |

 Fuente: 

### Grupo B
| Pos. | Equipo            | Pts. | PJ | G | E | P | GF | GC | Dif. |  |
| ---- | ----------------- | ---- | -- | - | - | - | -- | -- | ---- |  |
| 1    | Ángeles Bogotá    | 16   | 10 | 8 | 0 | 2 | 41 | 20 | +21  |  |
| 2    | C. D. JRL         | 16   | 10 | 7 | 2 | 1 | 40 | 25 | +15  |  |
| 3    | Versus Santander  | 12   | 10 | 5 | 2 | 3 | 39 | 39 | 0    |  |
| 4    | Acacías Sikuani   | 7    | 10 | 3 | 1 | 6 | 25 | 28 | −3   |  |
| 5    | Aljean's Yacupies | 5    | 10 | 1 | 3 | 6 | 33 | 43 | −10  |  |
| 6    | Club Miner        | 4    | 10 | 1 | 2 | 7 | 21 | 44 | −23  |  |

 Fuente: 

### Grupo C
Los equipos obtuvieron 4 puntos correspondientes a los dos partidos del equipo Pereira F.S. que se retiró de la competencia.
| Pos. | Equipo           | Pts. | PJ | G | E | P | GF | GC | Dif. |  |
| ---- | ---------------- | ---- | -- | - | - | - | -- | -- | ---- |  |
| 1    | La Noria         | 15   | 10 | 7 | 1 | 2 | 34 | 15 | +19  |  |
| 2    | Guerreros Pijaos | 14   | 10 | 7 | 0 | 3 | 39 | 20 | +19  |  |
| 3    | Realeza Soacha   | 13   | 10 | 6 | 1 | 3 | 27 | 12 | +15  |  |
| 4    | Panches Nilo     | 13   | 10 | 6 | 1 | 3 | 31 | 27 | +4   |  |
| 5    | C. D. Risaralda  | 5    | 10 | 2 | 1 | 7 | 17 | 44 | −27  |  |

 Fuente: 

### Grupo D
| Pos. | Equipo              | Pts. | PJ | G | E | P | GF | GC | Dif. |  |
| ---- | ------------------- | ---- | -- | - | - | - | -- | -- | ---- |  |
| 1    | Club Nariño         | 12   | 10 | 6 | 0 | 4 | 34 | 26 | +8   |  |
| 2    | Tuluá F.S.          | 12   | 10 | 5 | 2 | 3 | 41 | 31 | +10  |  |
| 3    | Balboa F.S.         | 12   | 10 | 5 | 2 | 3 | 34 | 27 | +7   |  |
| 4    | Argelia Futsal      | 12   | 10 | 5 | 2 | 3 | 43 | 41 | +2   |  |
| 5    | Waycos Samaniego    | 10   | 10 | 4 | 2 | 4 | 39 | 37 | +2   |  |
| 6    | C. D. Campaz Futsal | 2    | 10 | 1 | 0 | 9 | 21 | 50 | −29  |  |

 Fuente: 

## Fase eliminatoria

### Segunda fase
| Local en la ida       | Agr.  | Local en la vuelta       | Ida | Vuelta |
| --------------------- | ----- | ------------------------ | --- | ------ |
| Acacías Sikuani       | 7-9   | Visionarios de Sincelejo | 2-3 | 5-6    |
| Real Pailitas         | 2-4   | Ángeles Bogotá           | 1-1 | 1-3    |
| Argelia Futsal        | 8-10  | La Noria                 | 3-3 | 5-7    |
| Panches Nilo          | 6-7   | Club Nariño              | 2-3 | 4-4    |
| Versus Santander      | 6-13  | Piratas F.D.S            | 2-5 | 4-8    |
| Barrancabermeja F.S.C | 10-12 | C. D. JRL                | 3-1 | 7-11   |
| Balboa F.S.           | 12-9  | Guerreros Pijaos         | 7-2 | 5-7    |
| Realeza Soacha        | 7-3   | Tuluá F.S.               | 1-2 | 6-1    |

### Tercera fase
| Local en la ida | Agr.     | Local en la vuelta       | Ida  | Vuelta |
| --------------- | -------- | ------------------------ | ---- | ------ |
| Piratas F.D.S   | 10-4     | Visionarios de Sincelejo | 9-4  | 1-0    |
| C. D. JRL       | 7-6      | Ángeles Bogotá           | 3-4  | 4-2    |
| Balboa F.S.     | 4-4 (p.) | La Noria                 | 3-2  | 1-2    |
| Tuluá F.S.      | 15-8     | Club Nariño              | 10-2 | 5-6    |

### Semifinales
Desde esta ronda no se tuvo en cuenta la diferencia de goles.
| Local en la ida | Agr.     | Local en la vuelta | Ida | Vuelta |
| --------------- | -------- | ------------------ | --- | ------ |
| Piratas F.D.S   | 5-5 (p.) | C. D. JRL          | 2-2 | 3-3    |
| Tuluá F.S.      | 9-8 (p.) | La Noria           | 6-3 | 3-5    |

### Final
| Local en la ida | Agr.         | Local en la vuelta | Ida | Vuelta |
| --------------- | ------------ | ------------------ | --- | ------ |
| La Noria        | 9-9 (2-3 p.) | Piratas F.D.S      | 5-8 | 4-1    |

| Bandera de Colombia             |
| Campeón Piratas F.D.S 1° título |